# NHL Awards 2003
Die NHL Awards 2003 sind Eishockey-Ehrungen und wurden im Juni 2003 in Toronto vergeben.
Peter Forsberg wurde als wertvollster Spieler der Saison 2002/03 ausgezeichnet und bekam die Trophäe als bester Scorer, sowie für die beste Plus/Minus-Statistik. Martin Brodeur erhielt seine erste Auszeichnung als bester Torhüter und teilte sich die William M. Jennings Trophy mit dem Torhüter aus Philadelphia. Markus Näslund wurde von seinen Liga-Kollegen zum besten Spieler des Jahres gewählt. Jere Lehtinen bekam zum dritten Mal die Trophäe als bester verteidigender Stürmer, Nicklas Lidström sogar zum dritten Mal in Folge die Auszeichnung zum besten Verteidiger.

## Preisträger
Hart Memorial Trophy
Wird verliehen an den wertvollsten Spieler (MVP) der Saison durch die Professional Hockey Writers' Association
- Peter Forsberg (C) – Colorado Avalanche

- Außerdem nominiert
- Martin Brodeur (G) – New Jersey Devils
- Markus Näslund (LF) – Vancouver Canucks

Lester B. Pearson Award
Wird verliehen an den herausragenden Spieler der Saison durch die Spielergewerkschaft NHLPA
- Markus Näslund (LF) – Vancouver Canucks

- Außerdem nominiert
- Peter Forsberg (C) – Colorado Avalanche
- Joe Thornton (C) – Boston Bruins

Vezina Trophy
Wird an den herausragenden Torhüter der Saison durch die Generalmanager der Teams verliehen
- Martin Brodeur – New Jersey Devils

- Außerdem nominiert
- Ed Belfour – Toronto Maple Leafs
- Marty Turco – Dallas Stars

James Norris Memorial Trophy
Wird durch die Professional Hockey Writers' Association an den Verteidiger verliehen, der in der Saison auf dieser Position die größten Allround-Fähigkeiten zeigte
- Nicklas Lidström – Detroit Red Wings

- Außerdem nominiert
- Derian Hatcher – Dallas Stars
- Al MacInnis – St. Louis Blues

Frank J. Selke Trophy
Wird an den Angreifer mit den besten Defensivqualitäten durch die Professional Hockey Writers' Association verliehen
- Jere Lehtinen – Dallas Stars

- Außerdem nominiert
- John Madden – New Jersey Devils
- Wes Walz – Minnesota Wild

Calder Memorial Trophy
Wird durch die Professional Hockey Writers' Association an den Spieler verliehen, der in seinem ersten Jahr als der Fähigste gilt
- Barret Jackman (V) – St. Louis Blues

- Außerdem nominiert
- Rick Nash (LF) – Columbus Blue Jackets
- Henrik Zetterberg (LF) – Detroit Red Wings

Lady Byng Memorial Trophy
Wird durch die  Professional Hockey Writers' Association an den Spieler verliehen, der durch einen hohen sportlichen Standard und faires Verhalten herausragte
- Alexander Mogilny (RF) – Toronto Maple Leafs

- Außerdem nominiert
- Nicklas Lidström (V) – Detroit Red Wings
- Mike Modano (C) – Dallas Stars

Jack Adams Award
Wird durch die NHL Broadcasters' Association an den Trainer verliehen, der am meisten zum Erfolg seines Teams beitrug
- Jacques Lemaire – Minnesota Wild

- Außerdem nominiert
- Jacques Martin – Ottawa Senators
- John Tortorella – Tampa Bay Lightning

King Clancy Memorial Trophy
Wird an den Spieler vergeben, der durch Führungsqualitäten, sowohl auf als auch abseits des Eises und durch soziales Engagement herausragte
- Brendan Shanahan – Detroit Red Wings

Bill Masterton Memorial Trophy
Wird durch die Professional Hockey Writers' Association an den Spieler verliehen, der Ausdauer, Hingabe und Fairness in und um das Eishockey zeigte
- Steve Yzerman – Detroit Red Wings

Conn Smythe Trophy
Wird an den wertvollsten Spieler (MVP) der Play Offs verliehen
- Jean-Sébastien Giguère (G) – Mighty Ducks of Anaheim

Art Ross Trophy
Wird an den besten Scorer der Saison verliehen
- Peter Forsberg – Colorado Avalanche 106 Punkte (29 Tore, 77 Vorlagen)

Maurice Richard Trophy
Wird an den besten Torschützen der Liga vergeben
- Milan Hejduk – Colorado Avalanche 50 Tore

William M. Jennings Trophy
Wird an den/die Torhüter mit mindestens 25 Einsätzen verliehen, dessen/deren Team die wenigsten Gegentore in der Saison kassiert hat
- Martin Brodeur – New Jersey Devils 147 Gegentore in 73 Spielen (Gegentordurchschnitt: 2.02)
- Roman Čechmánek 102 Gegentore in 58 Spielen (Gegentordurchschnitt: 1.83) und 
Robert Esche – Philadelphia Flyers 60 Gegentore in 30 Spielen (Gegentordurchschnitt: 2.20)

Roger Crozier Saving Grace Award
Wird an den Torhüter mit mindestens 25 Einsätzen verliehen, der die beste Fangquote während der Saison hat
- Marty Turco – Dallas Stars Fangquote: 93,2 %

NHL Plus/Minus Award
Wird an den Spieler verliehen, der während der Saison die beste Plus/Minus-Statistik hat
- Peter Forsberg – Colorado Avalanche
- Milan Hejduk – Colorado Avalanche beide +52